# 陆志韦
陆志韦（1894年2月6日—1970年11月21日），名保琦，字志韦，以字行，心理学家、语言学家、音韵学家。浙江吴兴人。他是中国科学院哲学社会科学部委员，曾任中国心理学会会长。中国现代心理学的开创者和奠基人之一，并对汉语拼音方案的制定做出了重要贡献。

## 生平
1915年留学美国。1920年芝加哥大学心理学系毕业，博士论文《保留的条件》(The Conditions of Retention)。同年回国，执教于南京高等师范学校，南京高师后来改建国立东南大学，任心理学系教授、系主任，直至1926年冬。在南高、东大心理学系执教期间，先后讲授过生理心理学、系统心理学、实验心理学、比较心理学、宗教心理学、心理学史、心理学大纲等课程，首次在国内介绍巴甫洛夫的学说，并引进西方现代心理学的理论和方法。
1921年10月6日在北京崇文門内燕京大學的禮堂與劉廷芳（1891-1947，字亶生）的妹妹劉文瑞女士舉行新式婚禮，由校長司徒雷登擔任主行婚禮牧師，證婚人包括范源濂、張伯苓、金邦正、韓安、陶孟和、劉廷芳、曾國治、杜威。
1927年到北京，任燕京大学心理学教授。1933年到芝加哥大学生物学部心理学系进修，1934年归国任燕京大学校长。他曾說：「是美國人出錢辦燕京大學﹐但燕京大學不是為美國辦的。」“七七事变”后，1938年夏起心理学研究受阻，开始从王静如学习清代古音学和“高本汉学”。1939年起陆续在《燕京学报》发表《证〈广韵〉五十一声类》、《三四等与所谓“喻化”》、《〈说文〉〈广韵〉中间声类通转的大势》、《试拟〈切韵〉声母之音值》和单刊"The Voiced Initials of the Chinese Language"。1941年8月与多名燕大教职员遭日本士兵扣押入狱。1942年5月出狱，在旧文基础上发奋著书。1943年9月完成《古音说略》初稿。抗战胜利后，1945年10月主持北京的燕京大学复校。
1949年，國民黨搶救大陸學人，陆志韦拒絕離開北平。1949年年3月﹐毛澤東和中央其他主要領導同志到達北平﹐陆志韦同好多著名民主人士一道去西郊機場迎接。中华人民共和国成立后，在抗美援朝戰爭的背景下，從1951年底到1952年將近半年，工作組進入燕京進行「知识分子思想改造运动」，得出結論：「美國人到中國辦燕京大學是有政治目的的，我們要和他們劃清界限」，重點批判陸志韦。1952年因燕京大学解散，调到中国科学院语言研究所。
1955年2月起担任中国文字改革委员会拼音方案委员会委员，对汉语拼音方案的制定做出重要贡献。
“文化大革命”爆发后，遭批判（如女儿陆瑶华《控诉我的父亲陆志韦》）和迫害。1970年11月21日病逝北京。